# Ada Kok
Aagje „Ada” Kok, po mężu Van der Linden (ur. 6 czerwca 1947 w Amsterdamie) – holenderska pływaczka, trzykrotna medalistka olimpijska.
Specjalizowała się w stylu motylkowym, choć sukcesy odnosiła także w dowolnym. Na igrzyskach debiutowała w Tokio w 1964, startowała także cztery lata później. Podczas pierwszego startu sięgnęła po dwa srebrne medale, w 1968 nie miała sobie równych na dystansie 200 metrów motylkiem. Zdobywała tytuły mistrzyni Europy, zarówno indywidualnie jak i w sztafecie. Dziesięciokrotnie biła rekordy świata. Znajduje się w Galerii Sław Pływania.
Jej siostra Gretta brała udział w IO 60 i IO 64.